# ジョセフ・ロスコフ
ジョセフ・ロスコフ（Joseph Rosskopf、1989年9月5日 - ）はアメリカ、ディケーター (ジョージア州)出身の自転車競技選手。

## 主な戦績

### 2011
- ツアー・オブ・ルワンダ（英語版） 区間優勝（第4ステージ）

### 2013
- パリ～アラス・ツアー（英語版）  総合優勝（第1ステージ優勝）
- ツール・ド・ボース（英語版） 区間優勝（第4ステージ・個人タイムトライアル）

### 2014
- ツアー・オブ・ユタ  山岳賞

### 2015
- クリテリウム・デュ・ドフィネ 区間優勝（第3ステージ・チームタイムトライアル）
- ブエルタ・ア・エスパーニャ 区間優勝（第1ステージ・チームタイムトライアル）

### 2016
- ツール・デュ・リムザン  総合優勝（第1ステージ優勝）
- エネコ・ツアー 区間優勝（第5ステージ・チームタイムトライアル）

### 2017
- ボルタ・ア・カタルーニャ 区間優勝（第2ステージ・チームタイムトライアル）
- アメリカ合衆国選手権　 個人タイムトライアル 優勝

### 2018
- アメリカ合衆国選手権　 個人タイムトライアル 優勝

### 2020
- ツアー・ダウンアンダー　 山岳賞

### 2021
- アメリカ合衆国選手権　 個人ロードレース 優勝